# 零昌
零昌（？—117年），东汉时西羌首领，先零羌别种滇零的儿子。
永初六年（112年），滇零去世，零昌即天子位。零昌年龄还小，同族的狼莫为他出主意，以汉阳郡人杜季贡任命为将军，分兵驻扎到丁奚城。永初七年（113年），牢羌在安定郡与侯霸交战。元初元年（114年），羌人掳掠武都、汉中二郡，返回与零昌会合。攻雍城（今陕西凤翔县），在狄道击败汉凉州刺史皮杨。先零、号多被侯霸、马贤在枹罕（今甘肃临夏）打败。元初二年（115年），先零羌与中郎将尹就在益州交战。汉朝左冯翊司马钧为征西将军，督右扶风太守仲光、安定太守杜恢、北地太守盛包、京兆虎牙营都尉耿溥等分道并击，为羌民所败，仲光战死，司马钧自杀。元初三年（116年）五月廿五，度辽将军邓遵率领南匈奴单于，在北地郡进攻零昌，斩杀八百余人。十二月十二，征西将军任尚派兵在北地进攻零昌，杀死零昌的妻子儿女，焚烧他们的住舍，将七百余人斩首。元初四年（117年）九月，护羌校尉任尚又收买效功羌人号封，刺杀了零昌。朝廷封号封为羌王。十二月廿五，任尚与骑都尉马贤在富平县大败狼莫的羌军，斩杀五千人，狼莫逃走。于是西河郡的羌族虔人部一万人前往度辽将军邓遵处归降，陇右平定。元初五年（118年），度辽将军邓遵收买上郡羌雕何刺杀了狼莫，朝廷将雕何封为羌侯。十余年间，为了平定羌人，军费开支共计二百四十多亿，国库枯竭，边疆及内地百姓的死亡人数多得无法统计，并州、凉州两州因之空虚衰败。